# ナスィールッディーン・トゥースィー

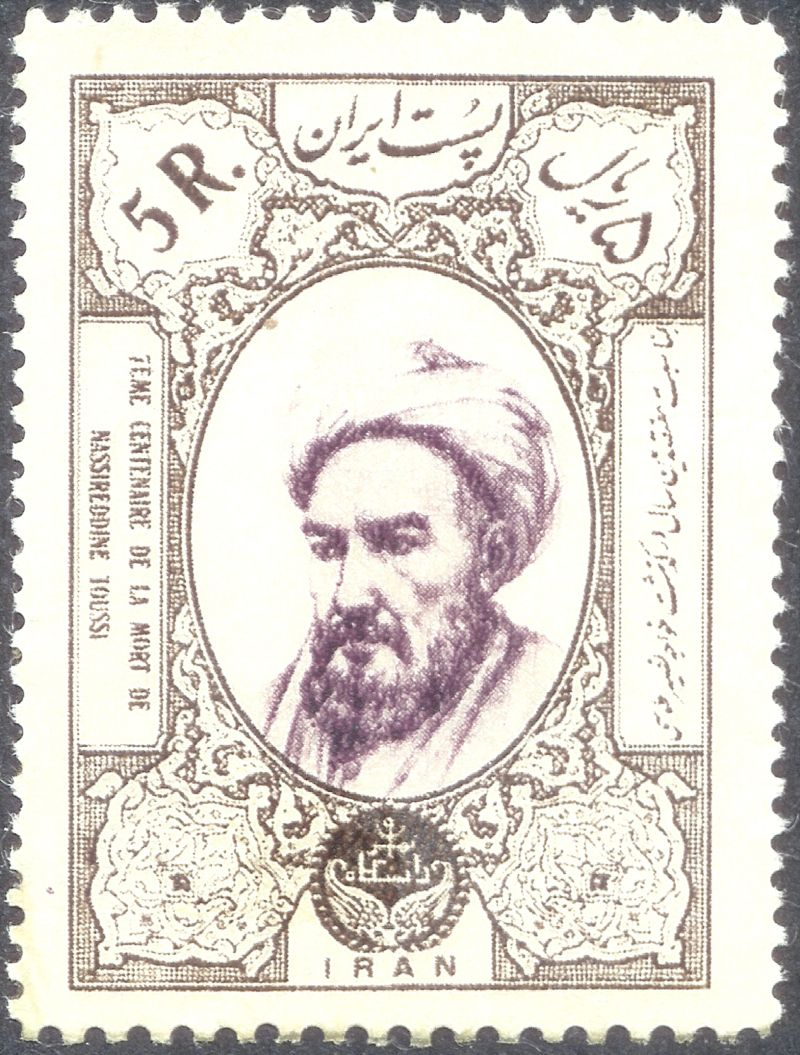
Nasir al-Din Tusi

ナスィールッディーン・トゥースィー（ペルシア語：　محمد بن محمد بن حسن طوسی　Muḥammad ibn Muḥammad ibn Ḥasan Ṭūsī　アラビア語：　ナスィールッディーン・アッ＝トゥースィー　Naṣīr al-Dīn Abū Ja‘far Muḥammad b. Muḥammad b. Ḥasan al-Ṭūsī、 نصير الدين ابو جعفر محمد بن محمد بن حسن الطوسي 1201年2月18日 –1274年6月26日）は、シーア派を代表するペルシア人
の神学者である。またイブン・スィーナーら系譜に連なる逍遥学派の中興の祖と目される哲学者であり、数学者、天文学者であり、13世紀のイスラーム世界を代表する偉大な学者である。
トゥースィーはイランのホラーサーン地方のトゥース生まれの人物を示す呼称で多くの学者がトゥースィー（アラビア語でアル＝トゥースィー　at-Tûsî）と呼ばれている。また「学識者トゥースィー」 محقِّقِ طوسى muḥaqqiq-i Ṭūsī、ホージャ・ナスィール・トゥースィーخواجه نصير طوسى Khwāja Naṣīr Ṭūsī、「人類の師」 استادِ بشر Ustād-i Bashar などの尊称で呼ばれて来た。

## 生涯・人物

### 生い立ち
1201年、トゥースのシーア派十二イマーム派の法学者であったムハンマド・ブン・アル＝ハサン・トゥースィーの子として生まれた。トゥースィーが後年、著作で述べていることによると、年少時代は郷里トゥースで父や母方の叔父から直接十二イマーム派のアラビア語学やイスラムの聖典クルアーンやハディース学といった宗教諸学について修め、父と親交があったカマールッディーン・ムハンマド・ハースィブから数学を学んだという。さらなる学問の研鑽を志し、青年時代にはニーシャープールに移りイブン・スィーナーの系統に属す逍遥学派のアリストテレス哲学、論理学、医学をファリードゥッディーン・ダーマード・ニーシャープーリーやクトブッディーン・ミスリーから学んだ。またザンギー朝のヌールッディーンのもとで活躍した高名な数学者シャラフッディーン・ムザッファル・トゥースィーの弟子カマールッディーン・イブン・ユーヌスから数学、ムイーヌッディーン・サーリムから十二イマーム派法学について教授を受けた。詩学については、当時ニーシャープールに滞在していた高名な神秘主義者で詩人のファリードゥッディーン・アッタールに学んだとも言われている。こうして22歳の時にこれらの諸学を修めた免許状（イジャーザ ijāza ）を授かっている。

### クヒスターンおよびアラムート時代
その後、トゥースィーは、当時ホラーサーン南方のクヒスターンにおけるニザール派の太守（ハーキム）であったナースィルッディーン・ムフタシャムの庇護を受け、人間道徳や家族、政治についての倫理について論じた『ナースィルの倫理学』を献呈している。ムフタシャムは当時、哲学などの諸学に通じ賢明かつ寛大な人物として知られており、『ナースィル史話』の著者ジューズジャーニーは1224年から数回に渡りこの太守と接見しているが、彼をホラーサーン地方で最高の哲学者、賢者と評している。1220年にチンギス・ハン率いるモンゴル帝国軍がマー・ワラー・アンナフルに侵攻し、6月にはジェベがホラズム・シャー朝のアラーウッディーン・ムハンマドを追ってニーシャープールへ到達。翌1221年2月には前年11月にニーシャープールでチンギスの第四女トムルンの娘婿であったトクチャルが戦死したことの報復として、ホラーサーン征服軍を指揮していたトルイによる同市の徹底的な破壊が記録されており、トゥースィーはこれらの戦乱を避けるために当時学識、人望ともに高く、モンゴルの戦火から免れた多くの人々を保護していたムフタシャムの宮廷に他の学者たちとともに赴いた物と思われる。
このクヒスターン時代に、上述の『ナースィルの倫理学』の他に『服従の花園』（Rauḍat al-taslīm）、『品行と振舞い』（Sair wa Sulūk）、『友情と拒絶についての論文』（Risāla dar Tawallā wa Tabarrā）など多くのイスマーイール派の教義に関わる書物や論文を著している。
トゥースィーはモンゴル帝国のフレグがイラン地域を征服しに来た時、アラムートのニザール派第26代教主アラーウッディーン・ムハンマド (ムハンマド3世)と第27代教主ルクヌッディーン・フルシャーによってアラムート近傍のマイムーン・ディズという城塞に幽閉されていたことが知られている。
『集史』や13世紀後半の歴史家カーシャーニーなどはクヒスターンの太守ムフタシャムの怒りを買ってアラムートの教主アラーウッディーンのもとに連行されたことのみが書かれているが、『ワッサーフ史』やティムール朝時代の歴史家ホーンダミールによると、トゥースィーがクヒスターン滞在中にアッバース朝最後のカリフムスタアスィムに頌詩を書き送り、宰相（ワズィール）ムアイイドゥッディーン・ムハンマド・イブン・アル＝アルカミーを介してムスタアスィムに仕えようとしたという。それによると宰相イブン・アル＝アルカミーは、トゥースィーの学識の高さから彼がカリフの宮廷に仕えるようになったら自らの地位を危うくするに違い無いと怖れ、頌詩を送り返して太守ムフタシャムにカリフと文通をはじめたトゥースィーは油断ならない人物だから警戒するように促した。この書簡を読んだムフタシャムは怒ってトゥースィーを監禁し、アラムートのアラーウッディーンのもとに来訪したとき、彼も連行してアラムート側に引き渡したと伝えている。
しかし、別の伝承では、教主アラーウッディーンが太守ムフタシャムのもとにトゥースィーが庇護を受けている事に羨望し、手勢のフェダーイーンを派遣してアラムートに赴くよう勧めたという。トゥースィーがこれを拒絶したため教主は殺すと脅迫して無理に連行させたともいう。いずれにしろ不本意なかたちでアラムートへ連れて来られたようで、1246年に彼が書いた『諸指示の注解』（Sharḥ Ishārāt）には現在の自らの困難な状態から救われるよう神への祈りの言葉が述べられており、アラムート時代のトゥースィーの境遇ははなはだ良くない状況だったようである。

### フレグの西征とマラーガ天文台の建設
チンギス・ハーンの遠征によってトゥースが滅ぼされると、イスマーイール派のもとになどに逃れ、転々とするが、最終的にイルハン朝フレグのもとで働くことになった。
フレグはトゥーシーのために1259年、マラーガに天文台を建て、天文学の進歩に貢献したマラーガの天文学者の最初の一人であると考えられている。マラーガで天文学を学んだ有名な学者にはムアイヤドゥッディーン・ウルディーや医学者クトゥブッディーン・シーラーズィーなどがいる。

## 業績

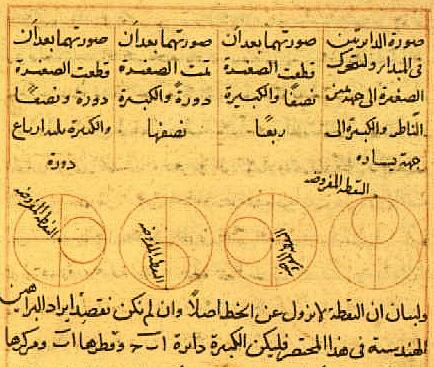
トゥースィーの著書『世界の仕組みの学覚書（al-Tadhkira fī ʿIlm al-Hayʾa）』の写本中にある「トゥースィーの対円（Tusi-couple）」

1272年に惑星の位置を計算し、恒星の名を記した天文表『イルハン天文表』を作成した。2つの円運動から直線状の動きを得る、トゥースィーの対円 (Tusi-couple) と呼ばれる惑星モデルを考え、クラウディオス・プトレマイオスの惑星運行モデルの難点の一つであったエカントの除去に成功した。地動説が現れるまで、トゥースィーの宇宙の体系は最も進んでいた。また天文上の分点の歳差が51秒であることを計算した。
月のナスィールッディーン・クレータに命名されている。イランのK. N. Toosi工科大学 (en: K. N. Toosi University of Technology) もトゥーシーに因んで命名された。

## 主な著作
- 『ナースィルの倫理学』（Akhlāq al-Nāsirī：ペルシア語）
- 『イルハン天文表』（Zīj-i Īl-khānī）